# Vranjina
Vranjina este un sat din municipiul Podgorica, Muntenegru. Conform datelor de la recensământul din 2003, localitatea are 218 locuitori (la recensământul din 1991 erau 177 de locuitori).

## Demografie
În satul Vranjina locuiesc 161 de persoane adulte, iar vârsta medie a populației este de 39,1 de ani (36,9 la bărbați și 41,3 la femei). În localitate sunt 70 de gospodării, iar numărul mediu de membri în gospodărie este de 3,11.
|  |

| Demografie | Demografie | Demografie |
| An         | Locuitori  | Locuitori  |
| ---------- | ---------- | ---------- |
|            |            |            |
|            |            |            |
|            |            |            |
|            |            |            |
| 1948       | 336        |            |
| 1953       | 352        |            |
| 1961       | 313        |            |
| 1971       | 315        |            |
| 1981       | 244        |            |
| 1991       | 177        | 177        |
| 2003       | 221        | 218        |

| \| Componența etnică conform recensământului din 2003[2] \| Componența etnică conform recensământului din 2003[2] \| Componența etnică conform recensământului din 2003[2] \| Componența etnică conform recensământului din 2003[2] \| Componența etnică conform recensământului din 2003[2] \| \| ----------------------------------------------------- \| ----------------------------------------------------- \| ----------------------------------------------------- \| ----------------------------------------------------- \| ----------------------------------------------------- \| \| \| \| \| \| \| \| Muntenegreni \| Muntenegreni \| \| 166 \| 76,14% \| \| Sârbi \| Sârbi \| \| 49 \| 22,47% \| \| Maghiari \| Maghiari \| \| 1 \| 0,45% \| \| necunoscută \| necunoscută \| \| 0 \| 0% \| |              |  |     |        |
| Componența etnică conform recensământului din 2003 |              |  |     |        |
| |              |  |     |        |
| Muntenegreni | Muntenegreni |  | 166 | 76,14% |
| Sârbi | Sârbi        |  | 49  | 22,47% |
| Maghiari | Maghiari     |  | 1   | 0,45%  |
| necunoscută | necunoscută  |  | 0   | 0%     |